# 奥拉维·罗韦
奥拉维·罗韦（芬蘭語：Olavi Rove，1915年7月29日—1966年5月22日），生于赫尔辛基，芬兰男子竞技体操运动员。他曾参加1948年和1952年夏季奥运会，共收获一枚金牌、一枚银牌和一枚铜牌。